# 下拉秀镇
下拉秀镇，是中华人民共和国青海省玉树藏族自治州玉树市下辖的一个乡镇级行政单位。辖区总面积2826.5平方公里，常住人口1万人，以藏族为主，占总人口的99.9％。

## 行政区划

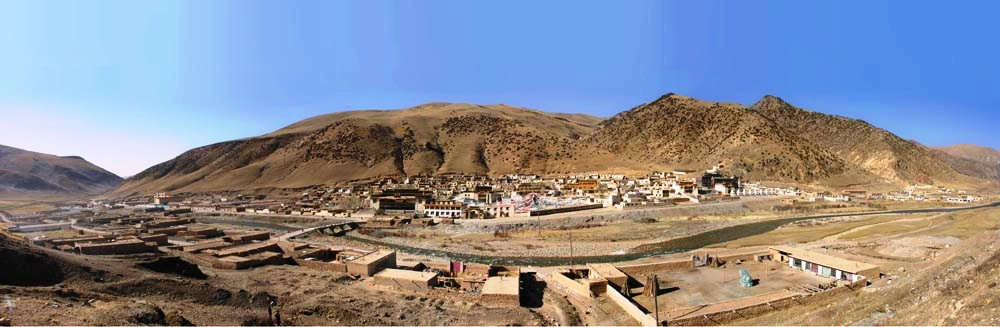
下拉秀镇

下拉秀镇下辖以下地区：
下拉秀社区、白玛牧委会、拉日牧委会、叶吉牧委会、钻多牧委会、尕玛牧委会、高强牧委会、塔玛牧委会、当卡牧委会和苏鲁牧委会。